# Un corpo caldo per l'inferno
Un corpo caldo per l'inferno («Un cuerpo caliente en el infierno» en español) es una película italo-francesa de 1969 dirigida por Franco Montemurro.

## Argumento
Charles, después de robar una joyería, es encontrado muerto por Marcel Mauriac, el receptor al que se había encomendado colocar la mercancía.
El resto de la pandilla, seguros de que él fue quien lo mató para apoderarse de las joyas, le tiende una trampa.

## Reparto
- Jean Valmont como Marcel Mauriac.
- Krista Nell como Greta Nielsen.
- George Patton como Comisario.
- John Benedy como Robert Servais (como John Bennedy).
- Tullio Altamura como Le Clerc (como Tor Altmayer).
- Aldo Bufi Landi como Charles Clancy.
- Antonio De Leo como Louis (como Tony De Leo).
- Ugo Adinolfi (solo crédito).
- Franco Pasquetto como Michel
- Gianni Pulone (solo crédito)
- Franco Ressel como Mr. Wilkins.
- Fabienne Dali como Josette.